# SMS V 25
SMS V 25 – niemiecki niszczyciel z okresu I wojny światowej, pierwsza jednostka typu V 25. Okręt wyposażony był w cztery kotły parowe opalane ropą, a zapas paliwa wynosił 225 ton. Zatonął na minie na Morzu Północnym 13 lutego 1915 roku .